# Innocència interrompuda
Innocència interrompuda (títol original en anglès: Girl, Interrupted) és una pel·lícula estatunidenca estrenada el 1999 i dirigida per James Mangold a propòsit de l'estada de 18 mesos d'una jove en un institut psiquiàtric, destacant Winona Ryder i Angelina Jolie.
La pel·lícula ha estat adaptada de la novel·la del mateix nom de Susanna Kaysen. Ha estat doblada al català.

## Argument
Abril de 1967, Susanna Kaysen, 18 anys, entra a l'institut psiquiàtric Claymore sota la recomanació del seu psiquiatre després d'una sobredosi d'aspirines. Atès que és major d'edat, ha estat forçada a entrar-hi de manera voluntària. Se li diagnostica un Trastorn límit de la personalitat.
Susanna fa amistat amb altres joves dones, entre les quals una certa Lisa de fort caràcter, que li suggereix no prendre la medicació. Susanna resisteix així a la seva teràpia. Un dels seus amics ve a buscar-la i li proposa fugir amb ell al Canadà, ell mateix és cridat a la guerra del Vietnam i desitja desertar, però ella refusa.
Després d'un cert temps, Susanna i Lisa fugen de l'institut, convençudes de trobar una feina al Walt Disney World Resort. Passen la nit amb Daisy, una altra pacient que ha obtingut recentment el seu permís d'hospital, i que es suïcida el matí següent després d'una forta discussió amb Lisa. En el transcurs d'aquesta discussió, Lisa li ha dit que el seu pare té desitjos incestuosos respecte a ella, cosa que l'ha posada fora de si. Lisa fuig mentre que Susanna es queda al lloc després d'haver contactat les autoritats, i després torna a l'hospital psiquiàtric.
En les setmanes següents, comença a cooperar amb el seu terapeuta i el seu tractament comença a funcionar. Es preveu deixar-la sortir en un futur proper.
Tanmateix, Lisa torna a l'hospital després d'una sobredosi i descobreix que Suzanna es prepara per sortir. Organitza llavors una revenja contra ella. L'última nit abans que marxi, roba el seu diari íntim i el llegeix en veu alta a les altres noies del seu grup d'amigues. Suzanna es desperta i les enxampa. Segueix una forta discussió en el transcurs de la qual Lisa explica que el món és ple de metxes que no demanen més que ser enceses i que la discussió amb Daisy en va ser una. Susanna acaba dient a Lisa que és «ja morta», és a dir freda al seu cor. Aquesta última n'està tan afectada que s'esfondra. Susanna rep el seu permís d'hospital l'endemà.

## Repartiment
- Winona Ryder: Susanna Kaysen
- Angelina Jolie: Lisa Rowe
- Clea DuVall: Georgina Tuskin
- Brittany Murphy: Daisy Randone
- Elisabeth Moss: Polly Clark
- Whoopi Goldberg: Valérie Owens
- Jeffrey Tambor: Doctor Potts
- Vanessa Redgrave: Doctor Wick
- Angela Bettis: Janet Webber
- Jared Leto: Tobias 'Toby' Jacobs
- Travis Fines: Infermera John

## Premis i nominacions

### Premis
- 2000. Oscar a la millor actriu secundària per Angelina Jolie
- 2000. Globus d'Or a la millor actriu secundària per Angelina Jolie